# Adalbert (évêque de Carcassonne)
Pour les articles homonymes, voir Adalbert.
Adalbert est un ecclésiastique, évêque de Carcassonne, cité de 1002 à 1020.

## Biographie
Adalbert apparaît comme évêque de Carcassonne pour la première fois en septembre 1002, date à laquelle il assiste à un plaid qui condamne le vicomte Arnald. On le retrouve ensuite en 1004, approuvant un don de l'archevêque de Narbonne Ermengaud de Narbonne, avec il est apparenté, à l'abbaye Saint-Michel de Cuxa.
En 1010, Adalbert participe au concile d'Urgell qui établit la vie régulière dans cette cathédrale.
Avec deux autres évêques, l'évêque d'Urgell Ermengol et l'évêque de Comminges Pierre, Adalbert consacre Borrell, qui est élu en 1017 évêque de Roda.
En 1019, Adalbert participe à un concile à Gérone, qui établit la vie régulière dans cette ville. En 1020, il est cité pour la dernière fois, à un concile réuni à Toulouse.